# 聚興山
聚興山是臺灣臺中市潭子區新田里東部，近豐原區東陽里交界的山，因其西南方的聚興聚落而得名，海拔500公尺，為潭子區最高點，也是台灣小百岳之一，山頂立有二等三角點1124號基石。該山西側主要為闊葉林，東側則多果園；山脊屬於水井子臺地南側向西延伸出來的支稜，為旱溪支流石頭坑與馬牛欄溪的分水嶺，山稜平緩，地形起伏小。山頂向東可眺望包含水井子臺地在內的新社河階群，天氣佳時可見遠方的鳶嘴山、稍來山、白姑大山、八仙山等山，可經由新田登山步道步行抵達，該步道亦連結西北方約0.7公里的林牛山，以及南南西方向約1.1公里的大胡山。